# Frankenstein Drag Queens from Planet 13
I Frankenstein Drag Queens from Planet 13 sono una band horror punk del North Carolina. La band venne fondata nel 1996 da Wednesday 13, il quale reclutò amici ed ex componenti dei Maniac Spider Trash come Seaweed e Sicko Zero. La storia della band è permeata di cambiamenti della formazione, tuttavia Wednesday 13
non è mai stato rimpiazzato.
Dopo aver sciolto la band nel 2001 quando Wednesday 13 iniziò a suonare con i Murderdolls, la band si riunì brevemente nel 2005 per approntare un box set contenente tutto ciò che hanno prodotto.
Lo stile dei Frankenstein Drag Queens from Planet 13 era tipicamente punk. Sotto il punto di vista dei testi la band era ispirata dagli horror B-movie e, sotto alcuni aspetti, dalla cultura popolare. Comportandosi come vere avanguardie del punk, i loro live e le loro apparizioni prendevano spunto da band glam rock come Alice Cooper, New York Dolls o
Kiss. Erano noti per i loro abbigliamenti tipicamente femminili e il loro make-up durante le loro apparizioni live.

## Storia del gruppo

### 1996
La band scrisse The Late, Late, Late Show, album di debutto, nelle due settimane successive alla loro unione registrandolo in due giorni. L'album contiene 11 tracce tipicamente horror punk. I testi trattano temi come uccidere Miss America, la religione, lo stupro e argomenti degli horror B-movie come nella canzone The Wolf Man.
Alla fine del 1996, Wednesday 13 cacciò Seaweed dalla band rimpiazzandolo con Rat Bastard. Non molto tempo dopo Sicko Zero uscì dalla band e Wednesday 13 perse i contatti con Rat Bastard e la band cessò di esistere.

### 1997-98
L'anno successivo la band tornò all'attivo. Seaweed tornò nella formazione portando con lui Creepy alla chitarra e Scrabs alla batteria. In ogni modo, gli ultimi due restarono nella band per sole due settimane.
Al loro posto entrarono Abby Normal (precedentemente parte dei Maniac Spider Trash) e R.S. Saidso. Insieme a Wednesday 13 i 3 tornarono a registrare e, con Saidso, W 13 produsse una demo della band. Esso venne mandato a varie case discografiche e venduto durante i concerti insieme ad un adesivo dei FDQ.
Syd rimpiazzò Abby Normal e dopo una serie di litigi tra i componenti della band, R.S. Saidso annunciò che avrebbe lasciato la band subito dopo il New Year's Eve, il 31 dicembre 1997. Saidso continuò a registrare qualche demo con Abby Normal sotto il nome di Dragster "66". Poco dopo formò a Parigi gli Electra-kill, essendosi spostato in Francia per cantare.
Nel 1998 Sicko Zero rientrò nella band, la quale decise di registrare il loro secondo album Night of the Living Drag Queens.
Quest'album e delle registrazioni precedenti vennero messe in commercio su ordinazione dalla casa discografica della band, la Uncle God Damn Records.
Dopo un tour per sponsorizzare l'album, Syd lasciò la band. Allora Wednesday 13 decise di mantenere questo trio che ironicamente era lo stesso degli albori: Wednesday 13 cantante e chitarrista, Sicko zero batterista e Seaweed bassista.

### 1999
Il trio registrò il terzo album della band: Songs From the Recently Deceased; Esso, in confronto agli altri due, contiene molti più temi tratti da film horror.
Sempre durante questo periodo la band pubblicò degli EP 7" edizione limitata di tre singoli. Il primo è comunemente conosciuto tra i fan come Hello Horray e venne distribuito in Germania e USA con differenti copertine, per le copie distribuite in USA, con un adesivo della band. Altre pubblicazioni dello stesso anno furono 197666 in edizione limitata a 500 copie contenente Hey Mom I Just Killed a Chicken, traccia molto rara e poco conosciuta.

### 2000
Dopo aver suonato per il loro terzo album, la band si assicurò una diffusione sul mercato Europeo firmando un contratto con la People Like You Records (la quale fa parte della ben nota Century Media Records). La casa pubblicò versioni digipack sia di Night of the Living Drag Queens sia di Songs from the Recently Deceased.
In questo momento il tastierista Ikky entrò nella band; questo infastidì Sicko Zero il quale poco dopo lasciò la band per la seconda volta.

### Viva Las Violence
Durante il 2001 Scrabs, il batterista che rimpiazzò Zero nel 1997, rientrò nella band per rimpiazzarlo ancora una volta. Nonostante si truccassero ancora durante questo periodo, decisero di smettere di usare parrucche, adottando un'immagine che successivamente sarebbe stata riconducibile a quella dei Murderdolls.
I Frankenstein Drag Queens From Planet 13 registrarono il loro quarto album, Viva Las Violence. Questo album è caratterizzato da sonorità più hard rock, ma sono altrettanto evidenti tracce del precedente Night of the Living Drag Queens. Seaweed registrò qualche traccia ma dovette abbandonate la band quando l'album venne pubblicato. Un giovane bassista locale, "JaCkY Boi",  lo rimpiazzò e con lui la band finì la sessione di registrazione.
Per pubblicizzare l'album la band suono in molti show e registrarono alcune canzoni che successivamente avrebbero fatto parte della tracklist del Greatest Hits della band. La band suonò l'ultima volta durante un concerto ad Atlanta, durante i primi del 2002 e venne sciolta dal leader Wednesday 13.

### Wednesday 13 entra nei Murderdolls
A Wednesday 13 fu chiesto di entrare a far parte di un gruppo chiamato  The rejects, formato da due musicisti di Des Moines, Iowa: Joey Jordison e Dizzy Draztik; il primo era già noto in quanto batterista degli Slipknot, band a quei tempi già famosa in tutto il mondo. Wednesday 13 capì che i Frankenstein Drag Queens dopo ben sei anni e quattro album pubblicati in tutto il mondo non avevano guadagnato molta la popolarità, per questo 
decise di tentare la scalata al successo con un altro progetto.
Nel novembre del 2001 Wednesday 13 entra nei The Rejects come bassista. Nel 2002 Drazitk fu messo fuori dalla band e Wednesday 13 diventò il frontman, ma non più dei The Rejects.
In accordo con Joey Jordison il nome della band divenne Murderdolls. Wednesday 13 avrebbe voluto utilizzare canzoni dei Frankenstein Drag Queens per l'album di debutto Beyond the Valley of the Murderdolls ma tutto ciò avrebbe inevitabilmente distrutto i rapporti con gli ex membri della sua band i quali avevano creato un loro band, The Graveyard Boulevard.
Con i Murderdolls, Wednesday 13 ha girato il mondo e suonato in Festival molto noti come il Summer Sonic Festival, Download Festival e Rock am Ring, suonando con band conosciute in tutto il mondo come Iron Maiden, Queens of the Stone Age, Foo Fighters e molti altri.
Dopo questo periodo, Wednesday 13 scrisse una nuova canzone, Your Mother Sucks Cocks In Hell per una compilation del Metal Sludge. Avrebbe voluto pubblicare un Greatest Hits sotto il nome di Wednesday 13's Frankenstein Drag Queens con alcune nuove canzoni. Per questo decise di mettere a riposo la band e di riprendere a registrare semplicemente sotto il nome di Wednesday 13.

### Il ritorno dei Frankenstein Drag Queens
Poco dopo Wednesday 13 e i suoi ex compagni, ora componenti dei The Graveyard Boulevard misero una pietra sui rancori che li dividevano e riformarono i Frankeinstein Drag Queen (ad eccezione di Seaweed) come un progetto part-time. La loro riunificazione fu ufficializzata a Greensboro (Carolina del Nord) il 20 agosto 2005. La formazione era composta da Wednesday 13, Abby Normal e Siko Zero.
Nel maggio 2006 pubblicarono in commercio un box-set per festeggiare il loro decimo anniversario, chiamato Little Box of Horrors. Esso contiene più o meno tutte le canzoni registrate dalla band, comprese alcune versioni alternative e un DVD che contiene alcuni video di un concerto del 1998. Venne pubblicato sotto l'etichetta Restless Records.

## Formazione
- Joseph Poole - voce e chitarra
- Sicko Zero - batteria
- Abby Normal - basso

### Ex componenti
- Seaweed - basso
- Rat Bastard - basso
- Scrabs - batteria
- R.S. Saidso - batteria
- Creepy - chitarra
- Syd - chitarra
- Ikky - tastiera
- It - basso

## Discografia

### Album in studio
- 1996 - The Late, Late, Late Show
- 1998 - Night of the Living Drag Queens
- 2000 - Songs from the Recently Deceased
- 2001 - Viva Las Violence

### EP
- 1997 - Frankenstein Drag Queens from Planet 13

### Singoli
- 2000 - 197666 / Hey Mom, I Just Killed a Chicken
- 2000 - Dawn of the Dead / Anti-You
- Hello Hooray / Kill Miss America
- Graverobbing U.S.A. / Rock n' Roll
- Chop Off My Hand / Hey Mom, I Just Killed a Chicken
- Love At First Fright / I Wanna Be Your Dog

### Boxset e raccolte
- 2004 - 6 Years, 6 Feet Under the Influence
- 2006 - Little Box of Horrors